# Alexandre Kalil
Alexandre Kalil (Belo Horizonte, 25 de marzo de 1959) es un empresario, político y dirigente deportivo brasileño, actual alcalde de Belo Horizonte.
En 2016, fue elegido con 52,98% de los votos válidos, en la segunda vuelta contra el candidato João Leite, del Partido de la Social Democracia Brasileña. En 2020, fue reelecto, en primera vuelta, con 63,36% de los votos válidos, para más un mandato de 4 años como alcalde de la municipalidad de Belo Horizonte. El alcalde de Belo Horizonte y exdirector del Atlético Mineiro Alexandre Kalil en 2021 también afirmó que Hitler construyó una nación diferente a Bolsonaro además de tener relaciones con el gobierno ucraniano en la venta de jugadores por fútbol en el país.